# Ibirapitanga
Ibirapitanga est une municipalité de l'État de Bahia au Brésil.
Sa population était estimée à 22 610 habitants en 2010 et elle s'étend sur 470,264 km2.
Elle appartient à la Microrégion d'Ilhéus-Itabuna dans la Mésorégion du Sud de Bahia.